# Ниделва
Ниделва (на норвежки: Nidelva) е река в Южна Норвегия (фюлке Телемарк и Ауст-Агдер), вливаща се в протока Скагерак на Северно море. Дължина 222 km, площ на водосборния басейн 4015 km².

## Географска характеристика
Река Ниделва изтича от малко планинско езеро под името Омдалселва, разположено на 1225 m н.в., в западната част на масива Уреноси в южните части на Скандинавските планини, в западната част на фюлке Телемарк. В горното течение има източно направление, а след изтичането си от езерото Нисерван – южно вече под името Ниделва. С изключение на най-долното си течение тя е типична планинска река като тече в дълбока и тясна трогова долина. Последователно преминава през няколко проточни езера (Борсе – 756 m н.в., Скреватън – 338 m, Вроватън – 247 m, Нисерван – 240 m и др.) с множество бързеи, прагове и водопади между тях. Влива се чрез два ръкава в северната част на протока Скагерак на Северно море при югозападните квартали на град Арендал, фюлке Ауст-Агдер.
Водосборният басейн на Ниделва обхваща площ от 4015 km². Речната ѝ мрежа е едностранно развита с повече и по-дълги десни притоци и почти отсъстващи леви. На север, изток и запад водосборният басейн на Ниделва граничи с водосборните басейни на реките Шиенселва, Товдалселва, Отра и други по-малки, вливаща се в Северно море. Основни притоци: десни – Фрьостдел, Фюрселдалсона, Йевдалселва.
Ниделва има предимно снежно-дъждовно подхранване с ясно изразено пълноводие през пролетта и началото на лятото и зимно маловодие. Среден годишен отток в устието 114 m³/s. В горното течение замръзва за няколко седмици, но не всяка година.

## Стопанско значение, селища
Част от водите ѝ се използват за производство на електроенергия, битово и промишлено водоснабдяване и за речен туризъм. По течението ѝ са разположени предимно малки градчета и села.